# 2018 en tennis
| Années du tennis : 2015 - 2016 - 2017 - 2018 - 2019 - 2020 - 2021    |
| Décennies du tennis : 1980 - 1990 - 2000 - 2010 - 2020 - 2030 - 2040 |

Cet article résume les faits marquants de l'année 2018 dans le monde du tennis.

## Résultats

### Dans les tournois du Grand Chelem
| Tournoi          | Simple messieurs | Simple dames       | Double messieurs                    | Double dames                          | Double mixte                       |
| ---------------- | ---------------- | ------------------ | ----------------------------------- | ------------------------------------- | ---------------------------------- |
| Open d'Australie | Roger Federer    | Caroline Wozniacki | Oliver Marach Mate Pavić            | Tímea Babos Kristina Mladenovic       | Gabriela Dabrowski Mate Pavić      |
| Roland-Garros    | Rafael Nadal     | Simona Halep       | Pierre-Hugues Herbert Nicolas Mahut | Barbora Krejčíková Kateřina Siniaková | Latisha Chan Ivan Dodig            |
| Wimbledon        | Novak Djokovic   | Angelique Kerber   | Mike Bryan Jack Sock                | Barbora Krejčíková Kateřina Siniaková | Nicole Melichar Alexander Peya     |
| US Open          | Novak Djokovic   | Naomi Osaka        | Mike Bryan Jack Sock                | Ashleigh Barty Coco Vandeweghe        | Bethanie Mattek-Sands Jamie Murray |

### Autres tournois
Pour les circuits secondaires, voir : 
- ATP Challenger Tour 2018
- ITF Women's Circuit 2018
- ITF Men's Circuit 2018

### Coupe Davis
Pays participants au Groupe Mondial : Allemagne, Australie, Belgique, Canada, Croatie, États-Unis, France, Grande-Bretagne, Hongrie, Italie, Japon, Kazakhstan, Pays-Bas, Russie, Serbie et Suisse.
Vainqueur : Croatie

### Fed Cup
Pays participants au Groupe Mondial I : Allemagne, Belgique, Biélorussie, États-Unis, France, Pays-Bas, République tchèque et Suisse.
Vainqueur : République tchèque